# Coșernița (Florești)
Coșernița è un comune della Moldavia situato nel distretto di Florești di 1.859 abitanti al censimento del 2004